# Paolo De Ceglie
Paolo De Ceglie, född 17 september 1986, är en italiensk fotbollsspelare som spelar för Servette. Han spelar vanligtvis vänsterback, men kan även spela som vänstermittfältare.

## Klubbkarriär
De Ceglie kom till Juventus ungdomslag där han hade Pavel Nedvěd som idol. När Juventus tvångsnedflyttades efter Serie A-skandalen 2006 så flyttades De Ceglie upp till A-laget tillsammans med Claudio Marchisio och Sebastian Giovinco. De Ceglie gjorde sin debut 6 november 2006 i 1-1-matchen mot Napoli då han kom in som avbytare för Nicola Legrottaglie i 55:e minuten. Hans första mål som senior kom i andra matchen mot Lecce då Juventus vann med 4-1.
I juni 2007 köpte Siena halva De Ceglies kontrakt och spelade en säsong med klubben. Han fick starta nästan alla matcher utom då han var skadad och noterades för två mål och flera assist.
Juventus köpte tillbaka den del av kontraktet som Siena hade köpt 9 juni 2008. Första året efter återkomsten stod De Ceglie för flera uppmärksammade insatser, framförallt i 4-2-vinsten över Milan i december. Han byttes in mot den skadade Pavel Nedvěd och assisterade direkt Amauri till 3-1-målet. Samma månad förlängde han sitt kontrakt till 2013.
Den 11 januari 2018 värvades De Ceglie av schweiziska Servette.

## Landslagskarriär
De Ceglie gjorde sin debut i Italiens U21-lag i en match mot Luxemburg 12 december 2006 då han bytte av Arturo Lupoli i 62:a minuten. Han deltog i OS 2008 och EM 2009, där han spelade som vänstermittfältare då man föredrog att ha Domenico Criscito som vänsterback. Han missade dock semifinalen mot Tyskland på grund av skada.